# Robert Hutton (cầu thủ bóng đá)
Robert Hutton (17 tháng 9 năm 1879-1958) là một cầu thủ bóng đá người Anh thi đấu ở Football League cho Chesterfield Town và The Wednesday.